# HMS Warspite (03)
El HMS Warspite (03) fue un acorazado de clase Queen Elizabeth de la Royal Navy.  Fue botado el 26 de noviembre de 1913 en los astilleros reales de Devonport. Fue y es uno de los más famosos nombres en la Royal Navy y también uno de los navíos de guerra con más accidentes anotados en su bitácora. El HMS Warspite, se ganó durante la Segunda Guerra Mundial el apodo de "La Vieja Dama", después del comentario hecho por el Almirante Sir Andrew Cunningham en 1943.

## Historial de servicio
El Warspite fue botado el 26 de noviembre de 1913 en el astillero Devonport, en un acto presidido por Sir Austen Chamberlain. El 8 de marzo de 1915 entró en servicio bajo el mando del Capitán Edward Montgomery Phillpotts, tras lo cual se unió al segundo escuadrón de la Gran Flota tras conseguir unos números aceptables en sus pruebas, incluidas las de disparo de sus piezas de 381 mm que fueron presenciadas por el Primer Lord del Almirantazgo Winston Churchill que quedó impresionado por su precisión y potencia. 
El 13 de abril de 1915 se unió al 5.º Escuadrón de Batalla, con base en Scapa Flow. A finales de 1915, se causó daños en el casco al encallar en bajos cuando era escoltado por destructores en un pequeño canal. Tras las reparaciones realizadas entre el 17-22 de septiembre de 1915 en Rosyth, se unió a la Gran Flota  en el reactivado 5.º Escuadrón de Batalla, creado específicamente para los buques de la Clase Queen Elizabeth. A primeros de diciembre, se vio envuelto en otro accidente, al colisionar durante  unos ejercicios con el HMS Barham, causándose unos daños considerables, que fueron reparados entre el 11-21 de diciembre de 1915 en el astillero de Devonport.

### Batalla de Jutlandia
En 1916, el HMS Warspite, y el resto del 5.º Escuadrón de Batalla, fueron temporalmente transferidos a la Fuerza de Cruceros de Batalla David Beatty. El 31 de mayo, tomó parte en su primer y más largo enfrentamiento de su carrera en la batalla de Jutlandia. Recibió al menos 15 impactos procedentes de los buques alemanes, con un daño considerable. 
Su timón se atascó tras evitar la colisión con el Valiant. Su capitán decidió mantener su curso con el efecto de navegar en círculos alrededor del HMS Warrior, en vez de parar y ordenar marcha atrás,  una decisión que habría convertido al HMS Warspite en un fácil blanco como  tiro al pato de feria. Esta maniobra salvó al HMS Warrior, quien estaba en desventaja, de ser cañoneado por los alemanes, que giraron su atención de un crucero gravemente dañado a una presa mejor, un acorazado en dificultades. 
Esto ganó el afecto de la tripulación del  HMS Warrior, que creyó que la acción del Warspite, fue intencionada para protegerlos. La tripulación, finalmente, retomó el control del Warspite después de dos círculos completos, aunque el rumbo tomado tras parar su navegación en círculo, tuvo un aspecto negativo, al dirigirse hacia la flota de alta mar alemana. Los telémetros y la estación directora estaban fuera de servicio y únicamente la torreta "A" podría disparar, pero bajo control local los 12 disparos efectuados fallaron su blanco. Durante el combate, el HMS Warspite sufrió 40 muertos y 60 heridos y se le ordenó acudir a reparaciones. 
Tras retirarse con sus muertos desde la misma batalla de Jutlandia, el buque tuvo problemas de deriva que le acompañarían el resto de su vida útil. En su viaje de vuelta, el 1 de junio, un U-boot alemán le disparó dos torpedos que fallaron, y volvió a sufrir un segundo ataque con un torpedo que también falló. También se enfrentó a otro U-boot que se encontraba frente a él, pero falló sus disparos. Finalmente, llegó a Rosyth, donde fue reparado. El 23 de julio de 1916 fue reincorporado a la Gran Flota después de las reparaciones.

### Armisticio
El 24 de agosto de 1916 colisionó con el HMS Valiant, tras lo cual efectuó reparaciones entre el 26 de agosto de 1916 y el 28 de septiembre de 1916 en Rosyth. El 19 de diciembre de 1916 el capitán Edward Montgomery Phillpotts fue relevado por el capitán Charles Martin-de-Bartolomé. El 11 de junio de 1917 tuvo una colisión menor con destructor. El 7 de febrero de 1918 izó a bordo la bandera del vicealmirante al mando 5.º Escuadrón de Batalla. Al mes siguiente, el HMS Warspite fue movido en su amarre en Scapa Flow, cuando el acorazado de clase St. Vincent HMS Vanguard, saltó por los aires tras la explosión en uno de sus compartimientos de munición, dando por resultado la pérdida de varios centenares de vidas en el HMS Vanguard.
En 1918, sufrió un incendio en una de sus salas de calderas, forzando a la realización de nuevas reparaciones. Posteriormente, el 21 de noviembre, partió con el resto de la Gran Flota para recibir a la Flota de Alta Mar alemana que acudía para ser internada en Scapa Flow. La Flota de Alta Mar alemana fue echada a pique por sus tripulantes mientras se encontraba internada ante el temor de que fuera repartida entre los Aliados.

### Período de entreguerras
En 1919, se unió al  2.º Escuadrón de Batalla, como parte de la nueva del Flota del Atlántico, aunque pasó mucho tiempo en el Mediterráneo como parte de esta flota. En 1924, formó parte de la revista naval de Spithead en honor del rey Jorge V. Después de ese año, se le realizó una modernización parcial, que incluía la adición de nuevos calibres menores,  un incremento de su blindaje, y la alteración de parte de su superestructuras. Estas reformas finalizaron en 1926. Tras pasar mucho tiempo en el mar Mediterráneo, como parte de la Flota Atlántica, quedó finalmente con base en esa área donde actuó como buque insignia de la Flota del Mediterráneo.
En 1930, volvió a ser asignado a la Flota del Atlántico. En septiembre de 1931, era el buque de guardia en Invergordon durante las etapas iniciales del Motín de Invergordon. Pero se encontraba en alta mar, cuando otros de los buques principales de la flota, se amotinaron.
En 1934 fue completamente modernizado. Su superestructura fue radicalmente  alterada, permitiendo el añadido de un pequeño hangar, y cambios que afectaron a su armamento y sistema de propulsión. La modernización fue completada en 1937, volviendo al servicio activo ese mismo año. Fue desplegado como buque insignia de la Flota del Mediterráneo. Para no romper la mala racha de accidentes, se vio involucrado en dos más para su bitácora, el primero en que impactó a un buque de pasajeros, y posteriormente disparó accidentalmente su artillería antiaérea en el puerto maltés de La Valeta.

### Segunda Guerra Mundial

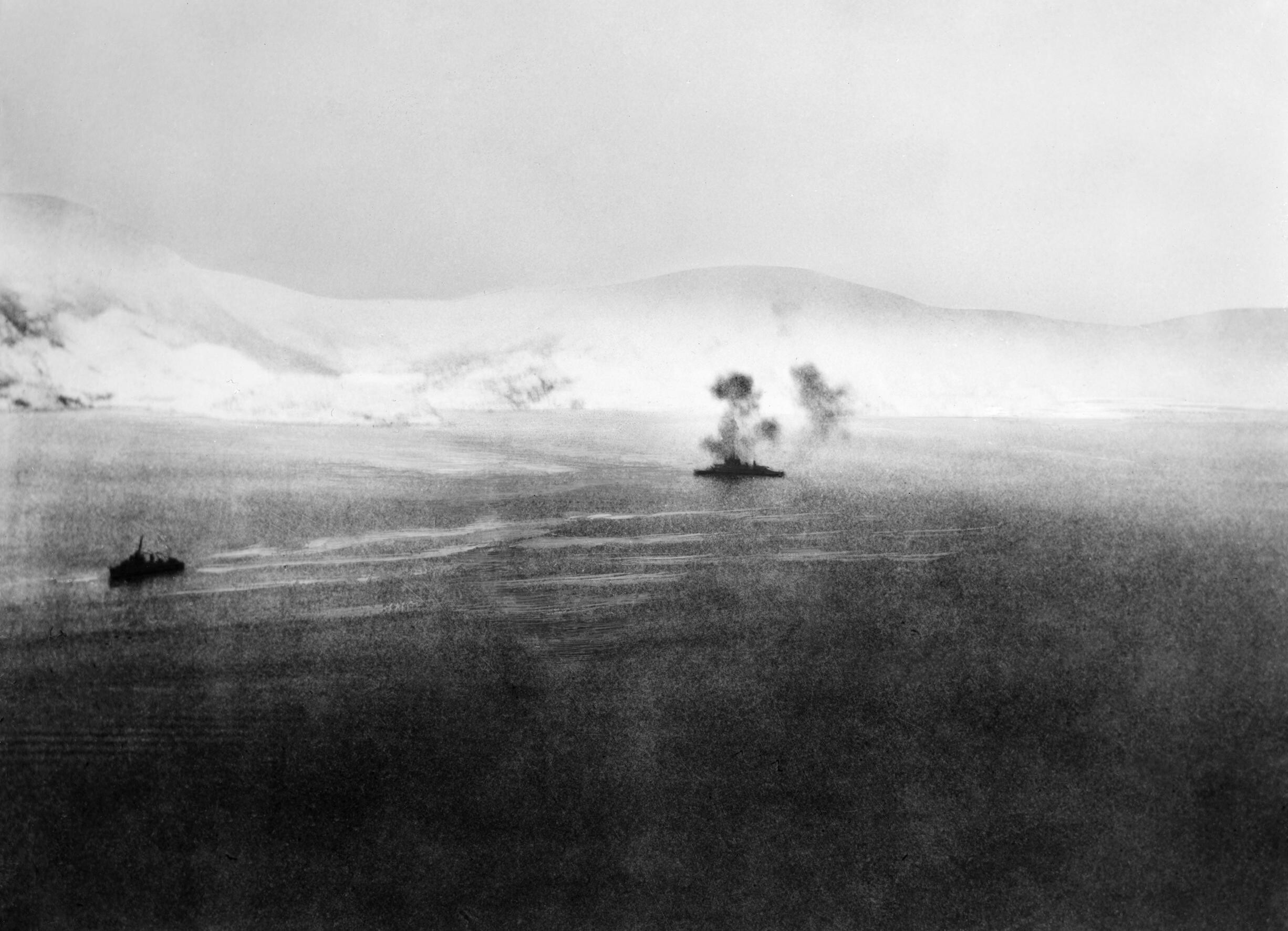
El Warspite disparando contra las baterías en la Segunda Batalla de Narvik.

En junio de 1939, el vicealmirante Cunningham fue nombrado comandante en jefe de la Flota del Mediterráneo. El 3 de septiembre, el Reino Unido declaró la guerra a Alemania, aunque por unos meses Italia no entró en el conflicto. El HMS Warspite se unió a la Home Fleet con la misión de caza de los buques alemanes, aunque no consiguió contacto con ninguno de ellos.
En abril de 1940, participó en la Campaña de Noruega, en la Segunda Batalla de Narvik.El HMS Warspite y varios destructores británicos atacaron a ocho destructores alemanes atrapados en Ofotfjord, cerca del puerto de Narvik. Actuó como buque insignia desde el día antes del comienzo de la batalla. Un Fairey Swordfish del HMS Ark Royal, un biplano frágil en apariencia, atacó y hundió el U-boot alemán U-64. Fue el primer avión en hundir un U-boot en la Segunda Guerra Mundial. 
Los destructores alemanes entraron en combate con los destructores británicos en poco tiempo. El destructor Erich Koellner, que ya estaba dañado, fue hundido por los disparos del HMS Warspite. Luego se enfrentó al destructor Diether von Roeder y el Erich Giese. El primero fue hundido por el acorazado, al igual que el segundo, aunque este último con ayuda de los destructores. El objetivo de eliminar los ocho destructores alemanes fue alcanzado con mínimas pérdidas.

#### Mediterráneo

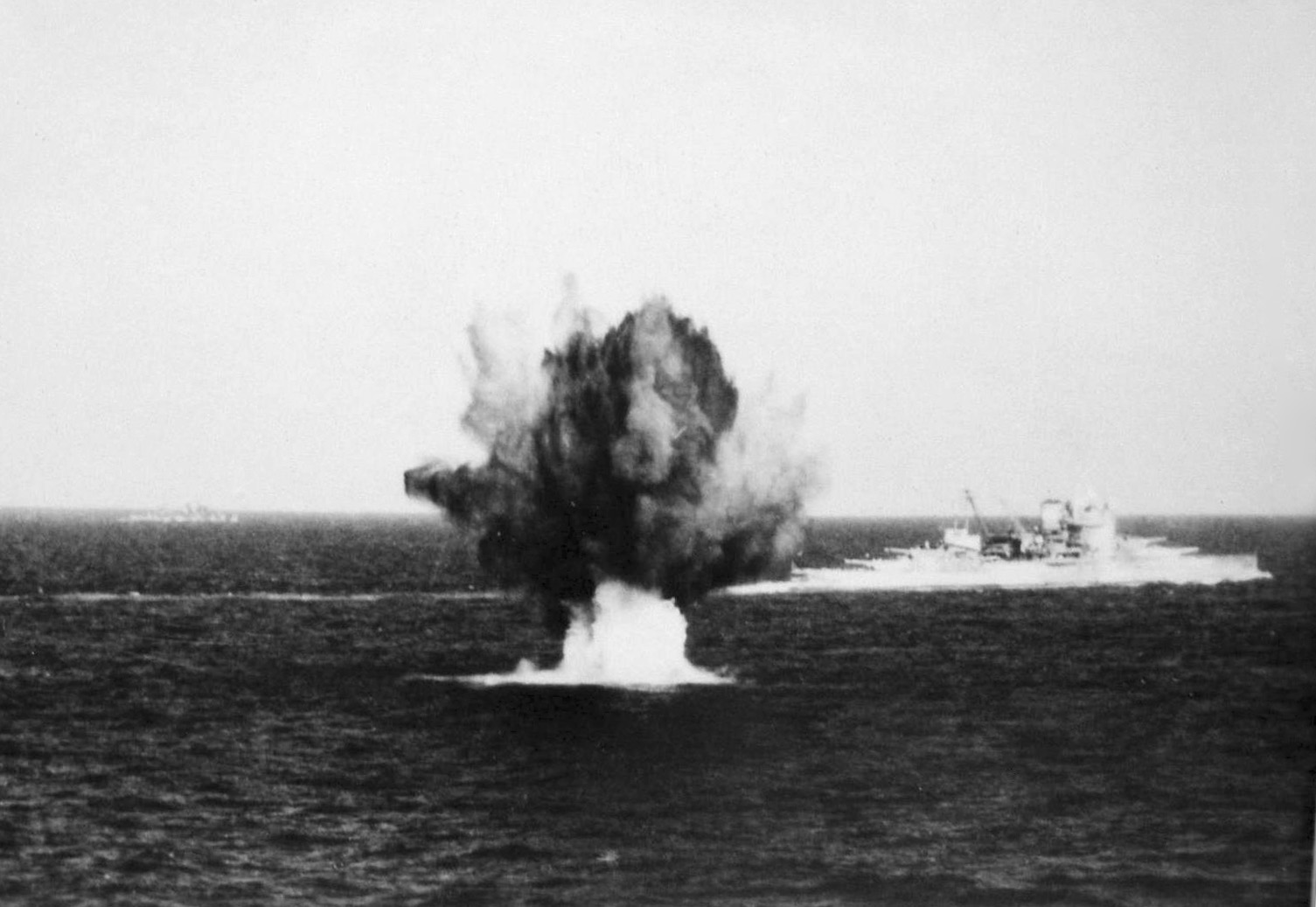
El HMS Warspite bajo ataque en el Mediterráneo en 1941.

Durante el verano de 1940, el HMS Warspite fue transferido al teatro de operaciones del Mediterráneo, participando en duros combates. El más importante de ellos fue una importante victoria estratégica, en la Batalla del cabo Matapán, en la que tres cruceros pesados y dos destructores italianos fueron hundidos en una acción nocturna, y en la batalla de Calabria. 
Sus buques gemelos fueron muy dañados durante su estancia en el Mediterráneo. El HMS Barham fue hundido por un submarino alemán mientras que el HMS Valiant y el HMS Queen Elizabeth quedaron semisumergidos sobre el fondo marino en Alejandría, tras el ataque de buceadores italianos. El HMS Warspite permanecío a flote, pero fue dañado en varias ocasiones.
Durante la batalla de Calabria, acreditó hasta ese momento el más largo disparo de artillería contra un objetivo móvil de la historia. Realizado contra el acorazado Giulio Cesare con un alcance aproximado de 23.800 m. Este récord sería roto por el crucero de batalla alemán Scharnhost quien impactó al HMS Glorious con un alcance similar en junio de 1940 y posteriormente este récord se lo llevaría el acorazado Yamato con 36 km.  Participó también en la Batalla de Creta, donde fue seriamente dañado por los bombarderos alemanes.

#### Frente Oriental
En 1941, partió de Alejandría con rumbo hacia los Estados Unidos para ser reparado en Puget Sound Naval Shipyard de Bremerton. Las reparaciones y modificaciones empezaron en agosto y finalizaron en diciembre. Las reparaciones incluyeron la sustitución de los cañones de 381 mm. Se encontraba en los astilleros cuando Pearl Harbor fue atacado por Japón. Tras finalizar sus reparaciones, partió para unirse a la Flota del Este en el océano Índico.

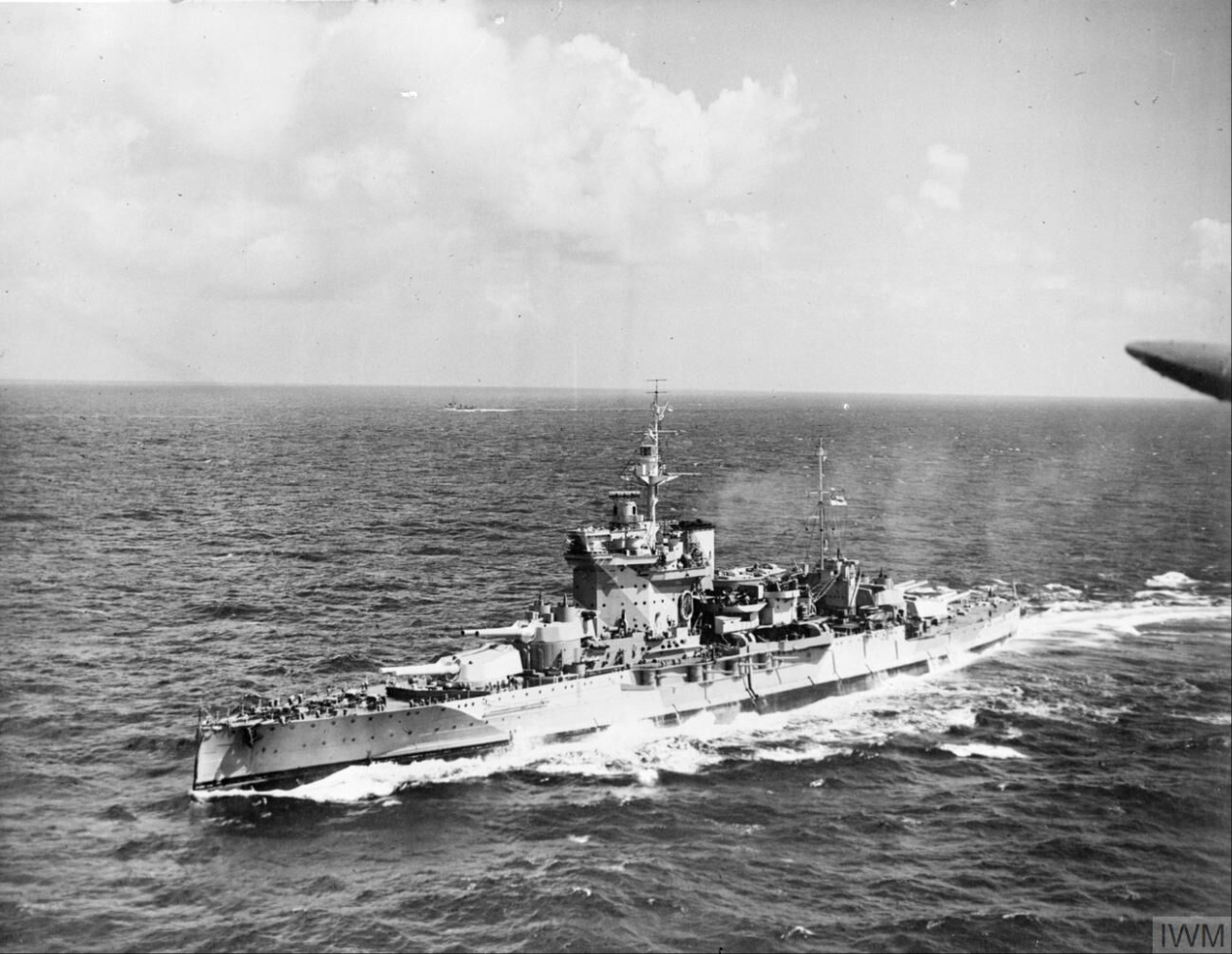
El HMS Warspite en el océano Índico, el 16 de julio de 1942.

En enero de 1942, se unió a la  Flota Oriental como buque insignia. El HMS Warspite tenía su base en Ceilán y era parte del grupo rápido de la flota, en el que también estaban los portaaviones HMS Formidable y HMS Indomitable, mientras que los cuatro acorazados clase Revenge y el viejo portaaviones HMS Hermes formaban el grupo lento. Somerville, ante la inminencia de una incursión japonesa, decidió relocalizar su flota para tener mejor protección, y eligió el atolón de Addu, en las islas Maldivas como su nueva base. A pesar de la amenaza de ataque japonés, Somerville había enviado dos cruceros pesados, el HMS Cornwall y el HMS Dorsetshire  junto con el portaaviones HMS Hermes de nuevo a Ceilán.
A principios de abril, dos fuerzas navales japonesas comenzaron una incursión en el océano Índico. Una de las escuadras estaba dirigida por un portaaviones ligero, el Ryujo y seis cruceros, mientras que la segunda escuadra incluía a los cinco portaaviones que habían lanzado el ataque por sorpresa contra Pearl Harbor y cuatro acorazados. Fueron desplegados en el océano Índico para buscar a las fuerzas de Somerville, en aquella época, la única presencia naval aliada significativa en el área. Al primer avistamiento japonés volvieron a la flota. El grupo rápido, incluyendo el HMS Warspite, fijó rumbo a su base con el objetivo de lanzar un ataque contra las fuerzas japonesas durante los días siguientes. 
Tanto el Cornwall como el Dorsethire y el Hermes, que se habían separado de la flota, fueron hundidos por las fuerzas japonesas del almirante Nagumo con la pérdida de muchas vidas. El encuentro contra las fuerzas japonesas por parte de la flota de Somerville no llegó a tener lugar, y los japoneses abandonaron la región, después de no poder encontrar y destruir la Flota del Este. El resto del tiempo del HMS Warspite en este teatro de operaciones transcurrió sin novedades, con operaciones navales limitadas. El HMS Warspite salió del área en 1943, dirigiéndose una vez más hacia el Mediterráneo.

#### Teatro europeo

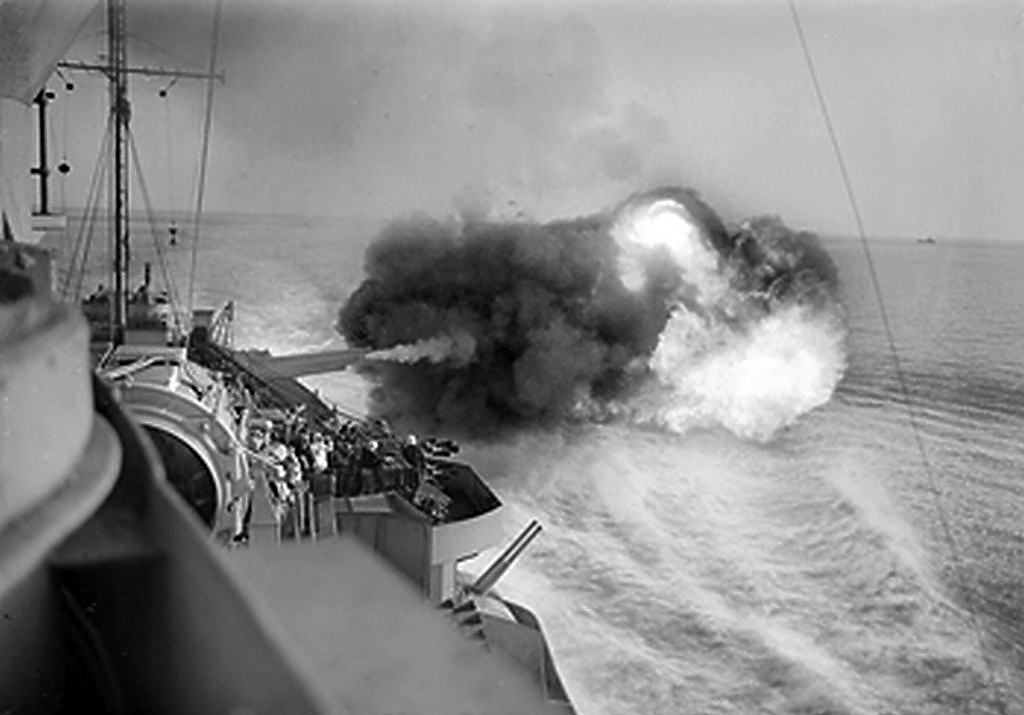
El Warspite bombardeando las posiciones alemanas en Catania, julio de 1943.

En junio de 1943, el HMS Warspite se unió a la Fuerza H, con base en Gibraltar, tomó parte en la Operación Husky, la invasión de Sicilia, en julio, junto con los acorazados Nelson, Rodney y HMS Valiant, y los portaaviones HMS Formidable y HMS Illustrious. El HMS Warspite comenzó su ataque con artillería a Sicilia el 17 de julio, cuando atacó las posiciones alemanas en Catania.
Entre el 8 y el 9 de septiembre, la Fuerza H cubrió el desembarco de Salerno, bajo el ataque aéreo alemán. El 10 de septiembre, el HMS Warspite, que había luchado durante su anterior estancia en el Mediterráneo contra la flota italiana en 1940-41, la condujo  a su internamiento en Malta tras su rendición a los Aliados.
El HMS Warspite, volvió a la acción el 15 de septiembre, en Salerno. El sector norteamericano estaba en precario estado estratégico tras el contraataque alemán. Cuando el HMS Warpite y el HMS Valiant llegaron a Salerno, comenzaron el bombardeo de las posiciones alemanas, debilitándolas, lo que salvó a las fuerzas aliadas en la cabeza de playa. Sin embargo, el desastre que lo sentenciaría, estaba por venir. El 16 de septiembre el HMS Warspite fue atacado por una escuadrilla de aeronaves alemanas, armadas con los primeros misiles guiados, los Fritz X (FX-1400), los mismos que habían hundido dramáticamente al acorazado italiano Roma. Fue impactado por tres veces, afortunadamente dos en la superestructura y una a la altura de la sala de máquinas, una de ellas, cerca de la chimenea, derribándola sobre la cubierta, causándole inmensos daños, y produjo un largo agujero en la parte alta de su casco. Las bajas fueron menores, 9 muertos y 14 heridos, además su potencia motriz quedó comprometida. Emprendió viaje a Malta, auxiliado por remolcadores de la Armada de los Estados Unidos. El remolque fue extremadamente difícil, y en un punto quedó al garete en el estrecho de Mesina cuando se rompieron todas las líneas de remolque. Alcanzó Malta el 19 de septiembre, emprendiendo reparaciones de emergencia, para continuar remolcado hasta Gibraltar, y de allí a Rosyth en marzo de 1944 para nuevas reparaciones.
El 6 de junio de 1944, tomó parte en las operaciones del desembarco de Normandía disparando contra las posiciones alemanas y proporcionando cobertura a las fuerzas que desembarcaban en la playa Sword. Su torreta X continuaba inoperativa y su velocidad máxima era de 15 nudos por los daños recibidos del misil alemán. También ayudó proporcionando cobertura al desembarco en la playa Gold algunos días después. Sus cañones empezaban a mostrar síntomas de fatiga, y fue enviado a Rosyth para ser rearmado. En el camino, se topó con una mina magnética que le causó daños severos. Recibió únicamente reparaciones parciales, las justas para devolverlo a la acción en misiones de bombardeo de costa.
Tras las reparaciones, bombardeó Brest, El Havre y Walcheren. Su última acción se produjo el 1 de noviembre cuando dio soporte con su artillería a las tropas de tierra. Permaneció largo tiempo inactivo. Fue trasladado a la reserva el 1 de febrero de 1945. Tras el final de la guerra, hubo peticiones para que se convirtiera en buque museo, pero fueron ignoradas. Fue vendido para el desguace en 1947.